# Escudo de Tenerife

Escudo heráldico de Tenerife

O escudo de Tenerife foi concedido por Joana de Castela por meio de um Decreto Real de 23 de março de 1510. Como a cidade de La Laguna foi a capital da ilha nos primeiros dias após a conquista, tornou-se um emblema municipal desta cidade. Quando o Conselho da Ilha foi criado em 1912, esta instituição assumiu o mesmo escudo com algumas modificações.

Os elementos do escudo simbolizam a incorporação da ilha de Tenerife à Coroa de Castela e Leão e a sua evangelização sob a invocação de São Miguel, já que a ilha foi finalmente conquistada no dia do nome deste santo, 29 de setembro 1496.